# Hartmut Puls

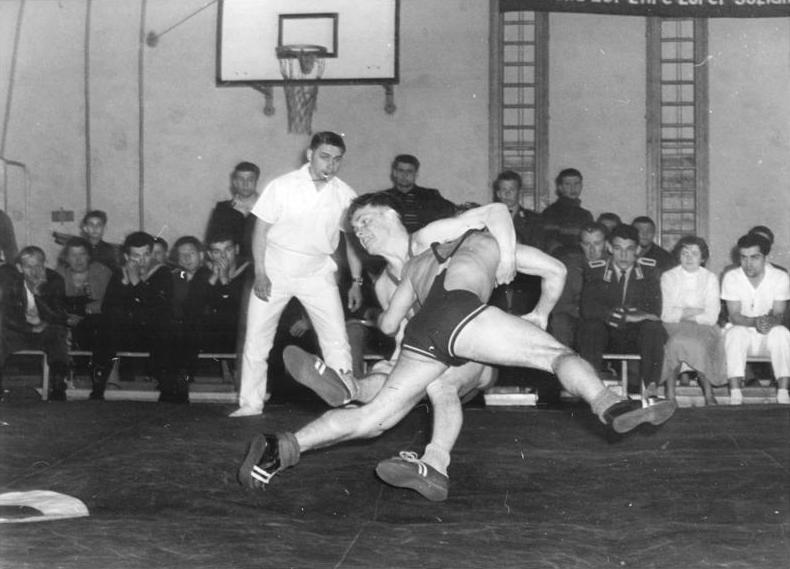
Hartmut Puls besiegt 1961 den Leipziger Kroppe

Hartmut Puls (* 25. Januar 1941 in Konitz/Westpreußen) ist ein ehemaliger deutscher Ringer und Vizeeuropameister 1967 im griech.-röm. Stil im Bantamgewicht.

## Werdegang
Hartmut wuchs nach dem Zweiten Weltkrieg in Teltow auf und begann 1957 bei der BSG Motor Babelsberg mit dem Ringen. Später wurde er zum SC Chemie Halle-Leuna delegiert. Im weiteren Zuge der Konzentration im Sport der DDR auf einige wenige Leistungszentren kam er dann zur SG Dynamo Luckenwalde. Bereits 1960 wurde er für die gesamtdeutsche Olympiaausscheidung im griech.-röm. Stil im Fliegengewicht nominiert. Er belegte dort aber nur den 4. Platz hinter den weitaus erfahreneren Ringern Paul Neff aus Schifferstadt, Rolf Lacour aus Köllerbach u. Epperlein aus Aue.
In Luckenwalde verbesserte er in den nächsten Jahren unter der Anleitung von Trainer Rolf Wielkowski sein Leistungsvermögen stetig und gehörte ab 1964 zu den besten Ringern in Europa im Bantamgewicht des griech.-röm. Stils. Zunächst verbaute ihm allerdings Eckhard Thorun vom SC Leipzig noch den Weg zu den internationalen Meisterschaften. Bei der gesamtdeutschen Olympiaausscheidung für die Spiele in Tokio 1964 startete aus den beiden deutschen Ringerverbänden in jeder Gewichtsklasse nur ein Teilnehmer. Aus der DDR war dies Thorun. 1965 wurde Hartmut Puls aber bei der Weltmeisterschaft in Tampere eingesetzt und belegte dort den 9. Platz.
Bei der nächsten internationalen Meisterschaft, an der er teilnahm, der Europameisterschaft 1967 in Minsk, war Puls in guter Form, erzielte drei Siege und unterlag dem früheren ungarischen Weltmeister János Varga. Die Silbermedaille war der Lohn für seine Leistung.
In den Folgejahren startete er bis 1968 noch international und war auch bei den Olympischen Spielen 1968 in Mexiko-Stadt mit dabei, konnte sich aber nicht mehr im Vorderfeld platzieren. Bemerkenswert war dabei noch sein „Unentschieden“ bei der Weltmeisterschaft 1967 gegen den amtierenden Weltmeister Fritz Stange aus Untertürkheim.

## Internationale Erfolge
(alle Wettbewerbe im griechisch-römischen Stil, OS = Olympische Spiele, WM = Weltmeisterschaft, EM = Europameisterschaft, Fliegengewicht bis 52 kg, Bantamgewicht, bis 57 kg, Federgewicht bis 63 kg Körpergewicht)
| Jahr | Platz | Wettbewerb                               | Gewichtsklasse | |
| 1960 | 4.    | Gesamtdeutsche Olympiaausscheidung       | Fliegen        | hinter Paul Neff, Schifferstadt, Rolf Lacour, Köllerbach u. Epperlein, SC Wismut Aue |
| 1963 | 1.    | „Werner-Seelenbinder“-Turnier in Leipzig | Bantam         | vor Eldar Abdullajew, UdSSR u. Georg Muck, DDR |
| 1964 | 2.    | Intern. Turnier in Gelenau               | Feder          | hinter Jürgen Schaarschmidt u. vor Hettner, bde. DDR |
| 1965 | 9.    | WM in Tampere                            | Bantam         | mit einem Sieg über Heinrich Theuretzbacher, Österreich, einem Unentschieden gegen Arthur Spaenhoven, Niederlande u. einer Niederlage gegen Kōji Sakurama, Japan                         |
| 1967 | 1.    | „Mälar“-Cup in Västerås                  | Bantam         | vor Grenblad, Schweden u. Nielsen, Dänemark |
| 1967 | 2.    | EM in Minsk                              | Bantam         | mit Siegen über Heinrich Theuretzbacher, Risto Björlin, Finnland u. Iwan Schawow, Bulgarien, einem Unentschieden gegen Jerzy Sekula, Polen u. einer Niederlage gegen János Varga, Ungarn |
| 1967 | 11.   | WM in Bukarest                           | Bantam         | mit einem Sieg über Ratko Rapajik, Jugoslawien, einem Unentschieden gegen Fritz Stange aus der BRD u. einer Niederlage gegen Siarah Shafizadeh, Iran                                     |
| 1968 | 18.   | EM in Västerås                           | Bantam         | nach Niederlagen gegen Christo Traikow, Bulgarien und Jan Nečkar, CSSR |
| 1968 | 16.   | OS in Mexiko-Stadt                       | Bantam         | mit einem Unentschieden gegen Arthur Spaenhoven u. einer Niederlage gegen Kōji Sakurama                                                                                                  |

## DDR-Meisterschaften
| Jahr | Platz | Gewichtsklasse |                                                                                        |
| 1964 | 2.    | Bantam         | hinter Bernhard Bitterling, ASK Vorwärts Rostock u. vor Rothkehl, ASK Vorwärts Rostock |
| 1965 | 2.    | Bantam         | hinter Eckhard Thorun, SC Leipzig u. vor Wolfgang Radmacher, SC Leipzig                |
| 1966 | 3.    | Bantam         | hinter Eckhard Thorun u. J. Weichert, SC Leipzig                                       |
| 1967 | 3.    | Bantam         | hinter Eckhard Thorun u. Reuß, SC Motor Zella-Mehlis                                   |
| 1968 | 1.    | Bantam         | vor Eckhard Thorun u. Rotkehl, SC Karl-Marx-Stadt                                      |
| 1969 | 1.    | Bantam         | vor Jürgen Penquitt, SC Motor Zella-Mehlis u. Gerhard Nitschke, SG Dynamo Luckenwalde  |